# هل وصلنا إلى هناك بعد
هل وصلنا إلى هناك بعد؟ (بالإنجليزية: ?Are We There Yet)‏ هو فيلم كوميدي عائلي تم إنتاجه في الولايات المتحدة سنة 2005، من إخراج براين ليفانت وبطولة آيس كيوب.

## طاقم التمثيل
- آيس كيوب بدور نيكولاس «نيك» بيرسونز.
- نيا لونج بدور سوزان كينغستون.
- ألشيا آلن بدور ليندزي كينغستون.
- فيليب دانييل بولدون بدور كيفين كينغستون.
- جاي مور بدور مارتي.

## الإستقبال

### آراء النقاد
تلقي الفيلم مراجعات سلبية من النقاد، حيث تحصل على نسبة 11% على موقع الطماطم الفاسدة بناء على 155 مراجعة بمتوسط 3.3 من 10. أما على موقع ميتاكريتيك فقد تحصل على نتيجة 27 من 100 حسب 28 مراجعة.

### الميزانية والإيرادات
حقق الفيلم أرباحا تقدر بـ97,918,663 دولار أمريكي بمقابل ميزانية 32 مليون دولار.

## روابط خارجية
- هل وصلنا إلى هناك بعد؟ على موقع IMDb (الإنجليزية)
- هل وصلنا إلى هناك بعد؟ على موقع ميتاكريتيك (الإنجليزية)
- هل وصلنا إلى هناك بعد؟ على موقع روتن توميتوز (الإنجليزية)
- هل وصلنا إلى هناك بعد؟ على موقع نتفليكس (الإنجليزية)
- هل وصلنا إلى هناك بعد؟ على موقع قاعدة بيانات الأفلام العربية
- هل وصلنا إلى هناك بعد؟ على موقع ألو سيني (الفرنسية)
- هل وصلنا إلى هناك بعد؟ على موقع Turner Classic Movies (الإنجليزية)
- هل وصلنا إلى هناك بعد؟ على موقع أول موفي (الإنجليزية)
- هل وصلنا إلى هناك بعد؟ على موقع بوكس أوفيس موجو (الإنجليزية)
- هل وصلنا إلى هناك بعد؟ على موقع فيلمافينيتي (الإسبانية)